# Enzyme digestive

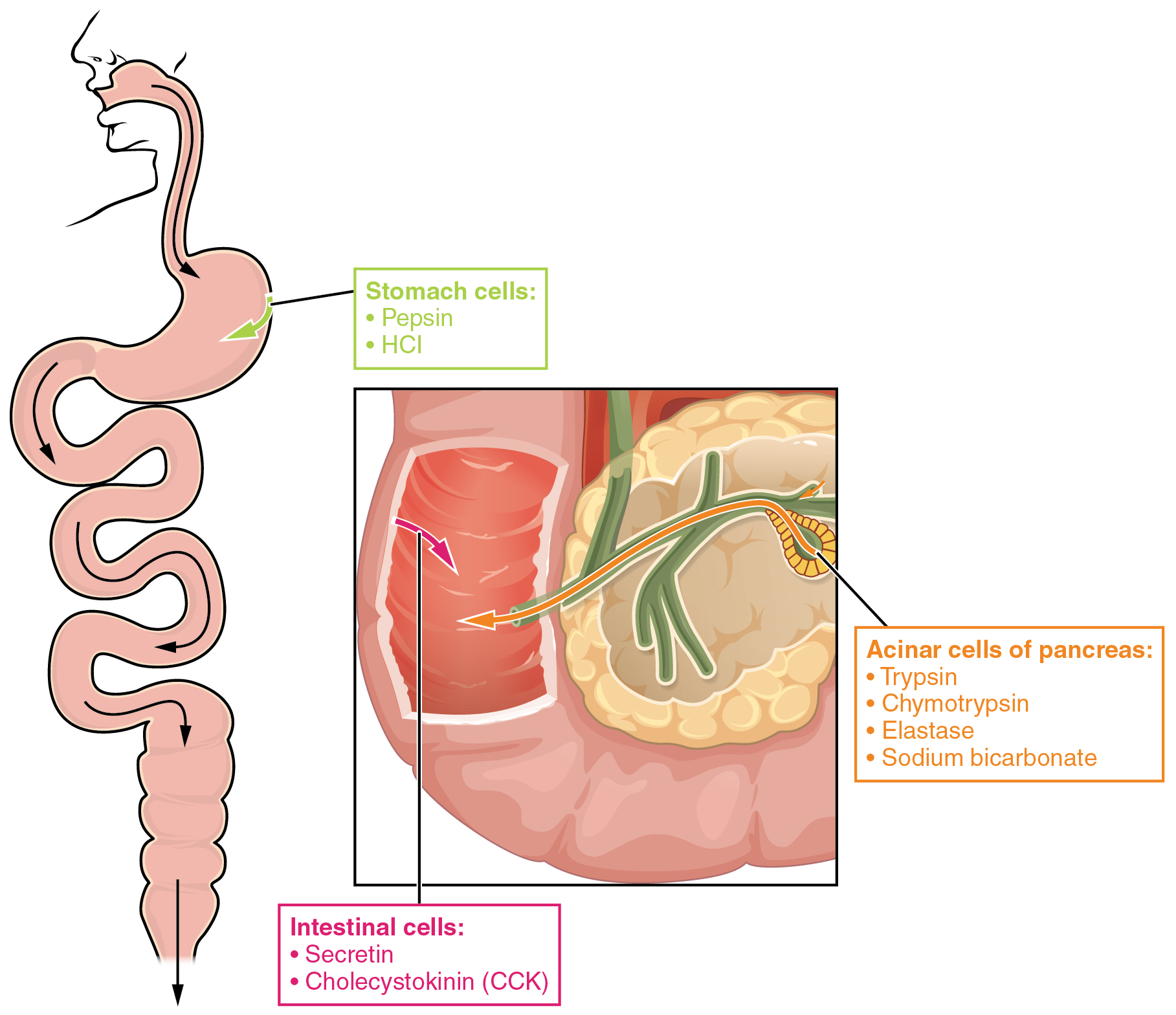
Les enzymes digestives diffèrent en fonction de l'étage dans le tube digestif

AyaneUne enzyme digestive a pour fonction de dégrader les macromolécules biologiques en libérant les petites unités moléculaires (monomères) qui les constituent afin de faciliter leur assimilation par l'organisme. Ces enzymes se trouvent d'une part dans l'appareil digestif humain, dans celui des animaux et dans les pièges des plantes carnivores, où elles participent à la digestion de la nourriture, et d'autre part à l'intérieur même des cellules, essentiellement dans un organite appelé lysosome, où elles participent au métabolisme cellulaire en permettant le recyclage des biomolécules.
Il existe un grand nombre d'enzymes digestives. On en trouve dans la salive, où elles sont produites par les glandes salivaires, dans l'estomac, où elles sont produites dans la paroi stomacale, dans le suc pancréatique, où elles sont produites par le pancréas exocrine, et dans les intestins (intestin grêle et gros intestin). On les classe en fonction du type de substrats qu'elles dégradent :
- les peptidases (ou protéases) clivent les protéines et les enzymes en peptides courts et en acides aminés,notamment 
  - la pepsine ;
  - les cathepsines ;
  - la trypsine ;
  - la chymotrypsine ;
  - l'élastase pancréatique (en) ;
  - l'érepsine (en).
- les lipases clivent les lipides en acides gras et glycérol, notamment :
  - la lipase pancréatique ;
  - la stérol estérase (en).
- les glycoside hydrolases (ou glycosidases) clivent les glucides tels que l'amidon en oligosaccharides et en oses simples, notamment :
  - l'α-amylase ;
  - la saccharase-isomaltase ;
  - la maltase ;
  - la lactase.
- les nucléases clivent les acides nucléiques en nucléotides.

Chez l'humain, la digestion a lieu principalement dans la bouche, l'estomac et l'intestin grêle.